# HD 19940
HD 19940，又名CP-69 174，SAO 248742、HR 959，是一颗恒星，视星等为6.15，位于銀經287.07，銀緯-43.42，其B1900.0坐标为赤經3h 7m 2.4s，赤緯-69° -43.42′ 46″。